# David de Sousa
David de Sousa (Funchal, 25 de Outubro de 1911 - Lisboa, 5 de Fevereiro de 2006) foi um religioso português.

## Biografia
Filho de Manuel de Sousa e de sua mulher Maria de Jesus.
Entrou no Colégio Seráfico de Santo António, em Tui (Galiza-Espanha), em 1931. Professou como religioso da Ordem dos Frades Menores (Franciscanos), em 7 de Setembro de 1931, sendo ordenado sacerdote em 18 de Julho de 1937. Licenciou-se em Teologia e foi laureado em Sagrada Escritura.
Desempenhou importantes cargos eclesiásticos, entre os quais o de Provincial da Ordem Franciscana e Promotor da Fé na Causa da beatificação do Padre Cruz. Eleito Bispo do Funchal, a 25 de Setembro de 1957, pelo Papa Pio XII, entrou na diocese a 4 de Dezembro desse ano. A 15 de Setembro de 1965 veio a ser nomeado Arcebispo de Évora, pelo Papa Paulo VI, entrando solenemente na arquidiocese a 23 de Janeiro de 1966. Neste cargo desempenhou um importante papel na reestruturação das paróquias no âmbito da pastoral vocacional. Devido a vários problemas de saúde, solicitou a sua resignação ao Papa João Paulo II, a 26 de Outubro de 1981. Retirou-se então para o Seminário Franciscano da Luz, em Lisboa, onde faleceu em 5 de Fevereiro de 2006.
Sepultado primeiro no Cemitério dos Remédios, em Évora, foi trasladado, em Novembro de 2012 para a Igreja do Espírito Santo, da mesma cidade.